# If You Let Me Stay
If You Let Me Stay è un singolo del cantante statunitense Terence Trent D'Arby, pubblicato nel 1987 come primo estratto dal primo album in studio Introducing the Hardline According to Terence Trent D'Arby.

## Successo commerciale
Il brano fu un successo mondiale ed arrivò a scalare anche le classifiche europee.

## Video musicale
Il videoclip mostra il cantante esibirsi in concerto.